# جيراردو سوليس غوميز
جيراردو سوليس غوميز (بالإسبانية: Gerardo Octavio Solís Gómez)‏ هو سياسي مكسيكي، ولد في 19 نوفمبر 1957 في غوادالاخارا في المكسيك. نشط حزبياً في Ninguno ‏.